# مقاطعة موراي (أوكلاهوما)
مقاطعة موراي (بالإنجليزية: Murray County)‏ هي إحدى مقاطعات ولاية أوكلاهوما في الولايات المتحدة الأمريكية.